# 무코하라 정류장
무코하라 정류장(일본어: 向原停留場)은 일본 도쿄도 도시마구에 있는 도쿄 도 교통국 도덴 아라카와 선의 정류장이다.

## 정류장 구조
상대식 승강장 2면 2선의 지상 정류장이다. 두 플랫폼은 가스가도리를 낀 곳에 정거장이 있다. 가스가도리의 직하부로 도쿄 지하철 마루노우치 선이 다니고 있지만 지하철 측에 역은 없다.

## 정류장 주변
오쓰카 역까지 샛길이 있다.
- 선샤인시티
- 데이쿄헤이세이 대학
- 도시마 구립 호류 초등학교
- 도쿄 지하철 건축구
- 가스가도리
- 오쓰카다이 공원
- 도시마 우체국
- 신일본 스포츠 연맹

## 역사
- 1925년 12월 12일: 영업 개시.

## 인접 정류장
| 도쿄 도 교통국 ■ 도덴 아라카와 선  | 도쿄 도 교통국 ■ 도덴 아라카와 선 | 도쿄 도 교통국 ■ 도덴 아라카와 선 |
| ---------------------------------- | --------------------------------- | --------------------------------- |
| 히가시이케부쿠로욘초메 와세다 방면 |                                   | 오쓰카에키마에 미노와바시 방면    |